# Valbonnais
Valbonnais is een gemeente in het Franse departement Isère (regio Auvergne-Rhône-Alpes) en telt 485 inwoners (2005). De plaats maakt deel uit van het arrondissement Grenoble.

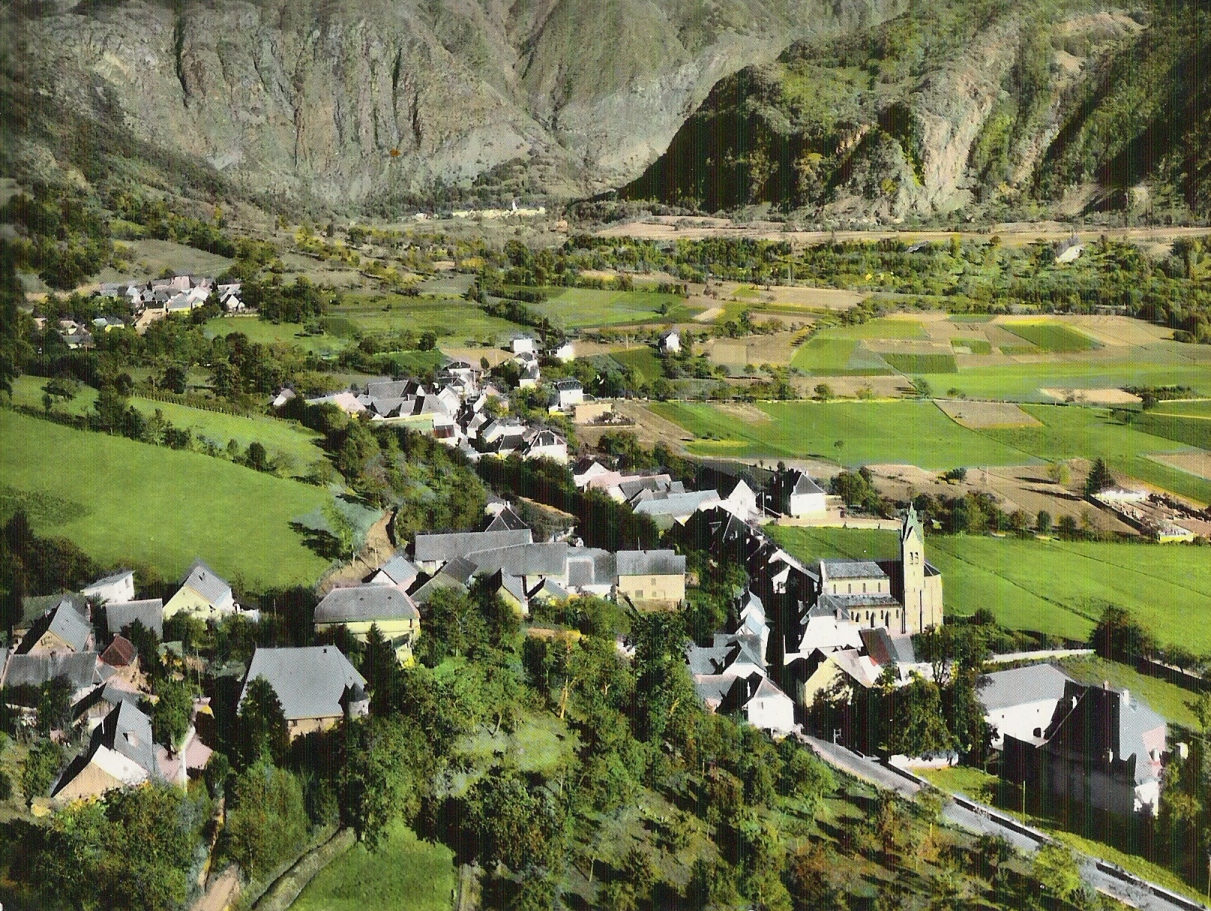
Valbonnais
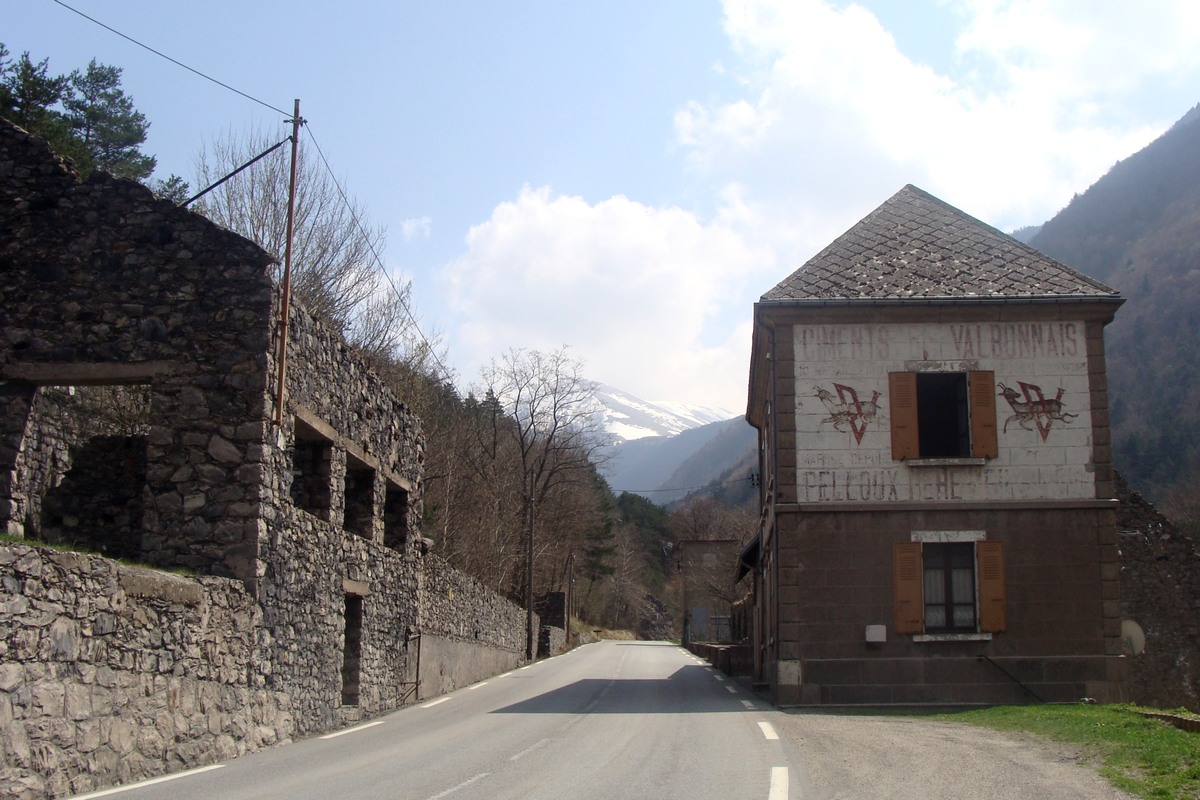
Resten van de oude begraafplaats Pont-du-Prêtre bij binnenkomst van Valbonnais

## Geografie
De oppervlakte van Valbonnais bedraagt 24,3 km², de bevolkingsdichtheid is 20,0 inwoners per km².
De onderstaande kaart toont de ligging van Valbonnais met de belangrijkste infrastructuur en aangrenzende gemeenten.

## Demografie
Onderstaande figuur toont het verloop van het inwonertal (bron: INSEE-tellingen).